# Логан, Джон
Джон Дэвид Логан (англ. John David Logan, род. 24 сентября 1961, Чикаго, США) — американский драматург, сценарист и кинопродюсер. Двукратный номинант на премию «Оскар» за лучший оригинальный сценарий.

## Личная жизнь
Логан родился в Чикаго 24 сентября 1961 года. Его родители эмигрировали в США из Северной Ирландии через Канаду. Младший из троих детей, есть старший брат и сестра. Учился в Северо-Западном университете, который окончил в 1983 году. Является открытым геем.

## Карьера
Логан был успешным драматургом в Чикаго на протяжении многих лет, прежде чем перешёл в кинодраматургию. Его первая пьеса «Never the Sinner» рассказывают историю преступников Леопольда и Лёба. Последующие его пьесы — это «Хауптманн» о похищении сына Линдберга и «Riverview» — музыкальная мелодрама, действие которой происходит в знаменитом парке развлечений Ривервью Парк в Чикаго.
Его пьеса «Красное» о художнике Марке Ротко, поставленная в театре Donmar Warehouse в Лондоне в декабре 2009 года и на Бродвее, в середине июня 2010 года получила шесть премий «Тони»: за лучшую пьесу, лучшую режиссуру пьесы — Майкл Грандадж, лучшую главную роль в пьесе — Эдди Редмэйн, лучший сценический дизайн — Кристофер Орам, лучшее световое оформление — Нил Остин и лучшее звуковое оформление — Адам Корк.
Логан написал сценарии к фильмам «Каждое воскресенье» и «Проект 281». В 2001 году вместе с Дэвидом Франзони и Уильямом Николсоном был номинирован на премию «Оскар» за лучший оригинальный сценарий к фильму «Гладиатор». В 2005 году получил ещё одну номинацию «Оскар», на этот раз за сценарий к фильму «Авиатор» режиссёра Мартина Скорсезе с Леонардо Ди Каприо в главной роли. Другие известные фильмы, к которым он написал сценарии, включают в себя «Звёздный путь: Возмездие», «Машина времени», «Последний самурай» и мюзикл режиссёра Тима Бёртона «Суини Тодд, демон-парикмахер с Флит-стрит».
Последние фильмы, где Логан выступил сценаристом — это мультфильм «Ранго» режиссёра Гора Вербински, где главную роль озвучивал Джонни Депп, экранизация трагедии Шекспира «Кориолан» режиссёра и исполнителя главной роли Рэйфа Файнса, экранизация книги «Изобретение Хьюго Кабре» режиссёра Мартина Скорсезе и 23-й фильм про Джеймса Бонда «007: Координаты „Скайфолл“», совместно с Нилом Пёрвисом и Робертом Уэйдом.

## Фильмография
| Год       |    | Русское название                          | Оригинальное название                          | Роль                               |
| --------- | -- | ----------------------------------------- | ---------------------------------------------- | ---------------------------------- |
| 1996      | тф | Торнадо                                   | Tornado!                                       | сценарист                          |
| 1999      | ф  | Летучие мыши                              | Bats                                           | сценарист, исполнительный продюсер |
| 1999      | тф | Проект 281                                | RKO 281                                        | сценарист                          |
| 1999      | ф  | Каждое воскресенье                        | Any Given Sunday                               | сценарист                          |
| 2000      | ф  | Гладиатор                                 | Gladiator                                      | сценарист                          |
| 2002      | ф  | Машина времени                            | The Time Machine                               | сценарист, сопродюсер              |
| 2002      | ф  | Звёздный путь: Возмездие                  | Star Trek: Nemesis                             | сценарист                          |
| 2003      | мф | Синдбад: Легенда семи морей               | Sinbad: Legend of the Seven Seas               | сценарист                          |
| 2003      | ф  | Последний самурай                         | The Last Samurai                               | сценарист                          |
| 2004      | ф  | Авиатор                                   | The Aviator                                    | сценарист                          |
| 2007      | ф  | Суини Тодд, демон-парикмахер с Флит-стрит | Sweeney Todd: The Demon Barber of Fleet Street | сценарист, продюсер                |
| 2011      | тф | Чудесный год                              | The Miraculous Year                            | сценарист, исполнительный продюсер |
| 2011      | ф  | Ранго                                     | Rango                                          | сценарист                          |
| 2011      | ф  | Кориолан                                  | Coriolanus                                     | сценарист, продюсер                |
| 2011      | ф  | Хранитель времени                         | Hugo                                           | сценарист                          |
| 2012      | ф  | 007: Координаты «Скайфолл»                | Skyfall                                        | сценарист                          |
| 2014—2016 | с  | Страшные сказки                           | Penny Dreadful                                 | сценарист, исполнительный продюсер |
| 2015      | ф  | 007: Спектр                               | Spectre                                        | сценарист                          |
| 2017      | ф  | Чужой: Завет                              | Alien: Covenant                                | сценарист                          |
| 2025      | ф  | Майкл                                     | Michael                                        | сценарист                          |